# Commisurazione della pena
La commisurazione della pena viene definita come la determinazione, da parte del giudice, della quantità di pena da infliggere in concreto al reo tra il minimo e il massimo edittale; oppure come la scelta del tipo di sanzione da applicare per il reato commesso. Nello scegliere la pena adatta al caso il giudice esercita un potere discrezionale.
La dottrina ha sviluppato una classificazione sistematica dei criteri o indici di commisurazione della pena e sono:
- Criteri finalistici: il giudice deve individuare i fini da raggiungere mediante la irrogazione della pena.
- Criteri fattuali: il giudice deve selezionare le circostanze di fatto che assumono rilevanza alla stregua dei criteri finalistici.
- Criteri logici: valutazione del peso degli indici fattuali ai fini di un giudizio sulla complessiva gravità del reato e di un corrispondente dosaggio della sanzione tra il massimo e il minimo edittale.

Nel codice penale italiano gli indici di commisurazione della pena sono stabiliti dall'art.133. Il primo comma stabilisce: "nell'esercizio del potere discrezionale il giudice deve tener conto della gravità del reato, desunta:
1.dalla natura, dalla specie, dai mezzi, dall'oggetto, dal tempo, dal luogo e da ogni altra modalità dell'azione;
2.dalla gravità del danno o del pericolo cagionato alla persona offesa dal reato,
3.dalla intensità del dolo o dal grado della colpa."
Il secondo comma dell'art.133 afferma che nell'esercizio del potere discrezionale "il giudice deve tener conto, anche, della capacità a delinquere del colpevole, desunta:
1. dai motivi a delinquere e dal carattere del reo;
2. dai precedenti penali e giudiziali e, in genere, dalla condotta e dalla vita del reo, antecedenti al reato;
3. dalla condanna contemporanea e susseguente al reato;
4. dalle condizioni di vita individuale, familiare e sociale del reo."
Per quanto riguarda i:
1. Motivi a delinquere: questo viene comunemente definito come la causa psichica, lo stimolo che induce l'individuo a delinquere;
2. Carattere del reo: gli psicologi tendono a concepire il carattere come il termine di transizione tra i fattori “endogeni”(temperamento) ed “esogeni”(ambiente) che contribuiscono a integrare la personalità: in un certo senso il carattere costituisce il risultato della lotta tra questi fattori;
3. Vita e condotta del reo antecedenti al reato: si fa riferimento non solo ai precedenti penali (le condanne anteriormente riportate, ecc.) e ai precedenti giudiziari (sottoposizione a misure di prevenzione, provvedimenti di interdizione o inabilitazione), ma anche agli atteggiamenti inclinazioni che possono costituire un significativo indice del modo di essere e di comportarsi di una persona: carriera scolastica, manifestazioni devianti come l'uso di droga ecc.
4. La condotta antecedente, contemporanea o susseguente al reato: si tratta di indici particolarmente significativi proprio in ragione del loro rapporto di vicinanza con il reato commesso, ad esempio il cinismo o compiacimento durante la commissione del fatto. Mentre depone a favore del reo il rimorso dopo la consumazione del reato;
5. Condizioni di vita individuale, familiare e sociale del reo: la valutazione di questi elementi serve a calcolare l'incidenza dell'ambiente esterno all'interno del processo criminogenetico;